# Estadio El Alcoraz
Le Stade Alcoraz est un stade de football situé à Huesca, en Espagne. Il est la propriété de la Sociedad Deportiva Huesca. Il doit son nom à la bataille d'Alcoraz qui s'est déroulée dans la région vers l'an 1096. Il est situé chemin Cocorón, proche de la colline de San Jorge.

## Histoire
Lors de la saison 1971-1972, où le championnat d'Espagne D4 est restructuré en quatre groupes. La Société Sportive Huesca se retrouve opposée à des clubs de la catégorie du Real Valladolid, d'Osasuna, de Salamanque ou de Tenerife, ce qui mène à une réflexion pour la construction d'un nouveau stade pour l'équipe. 
Ainsi, le 16 janvier 1972, est inauguré l'Alcoraz. La pluie et le froid n'empêchent pas une bonne affluence du public oscense, surnom des habitants de la ville, pour assister à un derby entre la Sociedad Deportiva Huesca et le Deportivo Aragon, pour une première victoire azulgrana, couleurs du club recevant, sur le score de 2-1.
Il est le troisième stade de Huesca après La Cabañera et San Jorge.